# René Lefèvre
René Lefèvre (6 de marzo de 1898 - 23 de mayo de 1991) fue un actor, guionista y escritor de nacionalidad francesa.

## Biografía
Nacido en Niza, Francia, su nombre completo era René Paul Louis Lefèbvre. Su madre murió siendo él muy joven, por lo que fue criado por su abuela. A los 16 años de edad ingresó en la École Navale, pero la abandonó temprano. Trabajó como tendero y repartidor de la empresa en Félix Potin, fue agente comercial de zapatos, e ingresó en la Infantería el 27 de diciembre de 1916, haciendo amistad en 1917, durante su servicio, con Joseph Kessel.
Inició su carrera teatral gracias al actor Albert Riéra, con el cual compartía habitación, siéndole ofrecido un papel en Les Gaietés du veuvage. Durante los años 1920 trabajó con Louis Jouvet, y actuó en Knock ou le Triomphe de la médecine, de Jules Romains, debutando en el cine en 1925 con una adaptación de la obra. 
Apasionado de los caballos, René Lefèvre participó como jockey en carreras hípicas. En 1934 se rompió la nariz al caer del caballo en una carrera. El accidente le hizo renunciar a primeros papeles de galán, aceptando personajes como el de M. Lange en el film de Jean Renoir Le Crime de monsieur Lange (1935).
En 1942 fue director, junto a Claude Renoir, de un único largometraje, Opéra-Musette'.
Durante la Segunda Guerra Mundial, según su autobiografía Le Film de ma vie, formó parte de la resistencia francesa en la región de Antibes y Niza. Finalizada la guerra, fue responsable de Radio Méditerranée, antecesora de la radio RMC, debiendo permanecer solo en antena varias horas todos los días. 
En sus últimos años, y retirado en Orgeval, donde vivía con su esposa Pierrette, continuó con su actividad de guionista y escritor, además de actor, centrándose en los papeles de reparto interpretados para la televisión.
René Lefèvre falleció en Poissy, Francia, en 1991. Tuvo una hija, Jeanine, casada con el entrenador hípico Robert Winkfield.

## Teatro
- 1923 : Knock ou le Triomphe de la médecine, de Jules Romains, escenografía de Louis Jouvet, Teatro de los Campos Elíseos[8]
- 1925 : L'Amour qui passe, de Joaquín Álvarez Quintero y Serafín Álvarez Quintero, escenografía de Louis Jouvet, Teatro de los Campos Elíseos
- 1926 : Bava l'africain, de Bernard Zimmer, escenografía de Louis Jouvet, Teatro de los Campos Elíseos
- 1926 : Deux paires d'amis, de Pierre Bost, escenografía de Louis Jouvet, Teatro de los Campos Elíseos
- 1934 : L'Été, de Jacques Natanson, escenografía de Marcel André, Nouvelle Comédie
- 1958 : L'Année du bac, de José-André Lacour, escenografía de Yves Robert, Théâtre Édouard VII y Théâtre des Variétés en 1961
- 1963 : Et l'enfer Isabelle?, de Jacques Deval, escenografía de Claude Sainval, Teatro de los Campos Elíseos
- 1963 : L'Acheteuse, de Steve Passeur, escenografía de Jean Anouilh y Roland Piétri, Teatro de los Campos Elíseos
- 1965 : Les Filles, de Jean Marsan, escenografía de Jean Le Poulain, Théâtre Édouard VII
- 1974 : Service de nuit, de Claude Chauvière

## Filmografía

### Cine

#### Actor
- 1925 : Knock, de René Hervil
- 1927 : Le Mariage de mademoiselle Beulemans, de Julien Duvivier
- 1927 : Le Tourbillon de Paris, de Julien Duvivier
- 1928 : Pas si bête, de André Berthomieu
- 1928 : Fleurette/Fleur d'amour, de Marcel Vandal (también ayudante de dirección)
- 1928 : Le Sous-marin de cristal, de Marcel Vandal
- 1928 : L'Eau du Nil, de Marcel Vandal
- 1929 : Le Ruisseau, de René Hervil
- 1929 : Un soir au cocktail's bar, de Roger Lion
- 1929 : La Meilleure Maîtresse, de René Hervil (también ayudante de dirección)
- 1929 : Ces dames aux chapeaux verts, de André Berthomieu
- 1929 : Rapacité, de André Berthomieu
- 1929 : Rapacité, de Albert Sauvage
- 1930 : Les Deux Mondes, de Ewald André Dupont
- 1930 : Marius à Paris
- 1930 : Le Chemin du paradis, de Wilhelm Thiele y Max de Vaucorbeil
- 1930 : On opère sans douleur, de Jean Tarride
- 1931 : Mon ami Victor, de André Berthomieu
- 1931 : Jean de la Lune, de Jean Choux
- 1931 : Le Million, de René Clair
- 1931 : Les Cinq Gentlemen maudits, de Julien Duvivier
- 1932 : La Fleur d'oranger, de Henry Roussell
- 1932 : L'Âne de Buridan, de Alexandre Ryder
- 1932 : Monsieur, Madame et Bibi, de Jean Boyer y Max Neufeld
- 1932 : Sa meilleure cliente, de Pierre Colombier
- 1932 : Seul, de Jean Tarride
- 1932 : Un chien qui rapporte, de Jean Choux
- 1933 : La Paix chez soi, de André Hugon
- 1933 : Les Deux Canards, de Erich Schmidt
- 1933 : Paprika, de Jean de Limur
- 1934 : La Femme idéale, de André Berthomieu
- 1934 : L'Amour en cage, de Karel Lamač y Jean de Limur
- 1935 : Le Coup de trois, de Jean de Limur
- 1935 : Les Époux scandaleux, de Georges Lacombe
- 1935 : Vogue, mon cœur, de Jacques Daroy
- 1936 : Ça n'a pas d'importance, de Gaston Didier
- 1936 : Feu la mère de Madame, de Germain Fried
- 1936 : Le Crime de monsieur Lange, de Jean Renoir
- 1936 : Le Pigeon, de Albert Riéra
- 1936 : Mes tantes et moi, de Yvan Noé
- 1936 : Trois, six, neuf, de Raymond Rouleau
- 1937 : Gueule d'amour, de Jean Grémillon
- 1937 : Le Choc en retour, de Georges Monca y Maurice Kéroul
- 1937 : Le Gagnant, de Yves Allégret
- 1938 : La Piste du sud, de Pierre Billon
- 1938 : Nuits de princes, de Vladimir Strijewski
- 1938 : Petite Peste, de Jean de Limur
- 1938 : Place de la Concorde, de Karel Lamač
- 1938 : Sommes-nous défendus?, de Jean Loubignac
- 1939 : Feux de joie, de Jacques Houssin
- 1940 : Les Musiciens du ciel, de Georges Lacombe (también guionista)
- 1942 : La Femme que j'ai le plus aimée, de Robert Vernay
- 1942 : Opéra-Musette, de René Lefèvre y Claude Renoir
- 1943 : À la belle frégate, de Albert Valentin
- 1943 : Arlette et l'Amour, de Robert Vernay
- 1945 : La Boîte aux rêves, de Yves Allégret y Jean Choux
- 1945 : Son dernier rôle, de Jean Gourguet
- 1947 : Le Bataillon du ciel, de Alexander Esway
- 1949 : Le Point du jour, de Louis Daquin
- 1949 : L'Escadron blanc, de René Chanas
- 1952 : Fille dangereuse de Guido Brignone
- 1952 : Seuls au monde, de René Chanas (también guionista)
- 1952 : Trois femmes, de André Michel
- 1955 : Bel Ami, de Louis Daquin
- 1955 : La Lumière d'en face, de Georges Lacombe
- 1957 : El que debe morir, de Jules Dassin
- 1957 : La Garçonne, de Jacqueline Audry
- 1958 : C'est la faute d'Adam, de Jacqueline Audry
- 1958 : Liberté surveillée, de Henri Aisner y Vladimir Voltchek
- 1958 : Le Gorille vous salue bien, de Bernard Borderie
- 1958 : Sois belle et tais-toi, de Marc Allégret
- 1959: Le Secret du chevalier d'Éon, de Jacqueline Audry
- 1959: Rue des prairies, de Denys de La Patellière
- 1962 : Comme un poisson dans l'eau, de André Michel
- 1962 : Le doulos, de Jean-Pierre Melville
- 1962 : Une blonde comme ça, de Jean Jabely
- 1963 : La Foire aux cancres, de Louis Daquin
- 1964 : Rue des Cascades, de Maurice Delbez
- 1966 : Angélique et le Roy, de Bernard Borderie
- 1967 : Un homme de trop, de Constantin Costa Gavras
- 1976 : Le Corps de mon ennemi, de Henri Verneuil
- 1977 : Un oursin dans la poche, de Pascal Thomas

#### Guionista
- 1941 : Parade en sept nuits, de Marc Allégret
- 1947 : La Carcasse et le Tord-cou, de René Chanas
- 1950 : Sous le ciel de Paris, de Julien Duvivier
- 1950 : Un sourire dans la tempête, de René Chanas
- 1959 : Douze heures d'horloge, de Géza von Radványi

### Televisión
- 1959 : Gaslight, de Lazare Iglésis
- 1964 : La caméra explore le temps, episodio Le Mystère de Choisy
- 1965 : Les Saintes chéries, episodio Ève et la maison de campagne, de Maurice Delbez
- 1966 : Rouletabille, de Yves Boisset, episodio Le parfum de la dame en noir
- 1966 : Vive la vie, de Joseph Drimal
- 1967 : La Bonne peinture, de Philippe Agostini
- 1968 : L'Homme de l'ombre, de Guy Jorre
- 1968 : Les Compagnons de Baal, de Pierre Prévert
- 1969 : La Cravache d'or
- 1969 : Café du square
- 1972 : Légion
- 1973 : Les Mohicans de Paris
- 1975 : La Simple Histoire d'un merveilleux poste de télévision
- 1975 : Les Cinq Dernières Minutes, episodio La mémoire longue, de Claude Loursais
- 1976 : Les Cinq Dernières Minutes, episodio Le fil conducteur, de Claude Loursais
- 1976 : Bergeval père et fils
- 1979 : Les Cinq Dernières Minutes, episodio Mort à la criée, de Claire Jortner
- 1980 : Les Incorrigibles
- 1982 : Bonnes Gens
- 1982 : L'Esprit de Famille

## Publicaciones
- Les Musiciens du ciel, novela, Gallimard, 1938,  BNF 32364984q
- Le Rescapé de la Chimère, novela escrita en colaboración con André Chauvin, Éditions Balzac, 1943, BNF 323649852
- L'Inventeur, novela escrita en colaboración con Albert Riéra, Les Deux Sirènes éditeur, 1947, BNF 325716198
- La Couronne de chiffons, novela escrita en colaboración con André Chauvin, Éditions Pierre Ardent, 1947 BNF 32364981p
- Chansons à mettre en musique, Pierre Seghers éditeur, 1953,  BNF 32364980b
- Le Train du Far-West, novela, Calmann-Lévy, 1954, BNF 32364987r, reeditada por Garnier frères en 1978
- Rue des prairies, novela, Gallimard, 1955, BNF 32364986d
- L'Aveugle ébloui, novela, Éditions France-Empire, 1973, BNF 352140953
- Le Film de ma vie, 1939-1979, autobiografía, éditions France Empire, París, 1973, 432 pág, BNF 35173126c